# Орден Святого Михаила Архангела
Импера́торский о́рден Свято́го Михаи́ла Арха́нгела — династическая награда Российского Императорского Дома. Младший из династических орденов Романовых. Орденский праздник: 8 (21) ноября — день памяти Святого Архистратига Михаила и прочих Небесных Сил Бесплотных.

## История
Орден учреждён в 1988 году Главой Российского Императорского Дома Великим князем Владимиром Кирилловичем, «в честь 1000-летия Крещения Руси, 375-летия воцарения Династии Романовых и 50-летия восприятия Его Императорским Высочеством прав и обязанностей Главы Российского Императорского Дома», в одной степени. По временному Установлению орден должен был вручаться лицам, «отличившимся в борьбе за освобождение России от богоборческого коммунизма, а также борцам с коммунизмом в других странах». После изменения Установления Великой княгиней Марией Владимировной, орден вручался лицам, «внёсшим значительный вклад в дело укрепления Российской государственности, усиления экономической и оборонной мощи России, возрождения исконных духовно-нравственных традиций и в развитие отечественной культуры».
21 ноября 2012 года Мария Владимировна, в ознаменование 400-летия призвания Дома Романовых на царство, издала указ о преобразовании ордена Святого Михаила Архангела, с утверждением нового статута ордена. Орден был разделён на 3 степени (кавалеры и дамы, пожалованные орденом до 2012 года, приравнены ко 2-й степени преобразованного ордена). С этого времени ордена удостаиваются лица, отличившиеся выдающимися заслугами на поприще благотворительности и милосердия.

## Степени ордена
До 2012 года орден состоял из одной степени — кавалеры и дамы ордена.
С 2012 года орден состоит из 3 степеней:
- Первая степень: кавалеры и дамы Большого креста
- Вторая степень: кавалеры и дамы — командоры ордена
- Третья степень: кавалеры и дамы

## Знаки ордена
При учреждении знаки ордена состояли из креста и орденской ленты. В 2012 году крест получил 3 размера: большой, средний и малый, а также учреждена звезда ордена.
Знак ордена — золотой с расширяющимися концами крест чёрной эмали, увенчанный золотой императорской короной. В центре лицевой стороны креста круглый золотой медальон белой эмали с широким ободком синей эмали. В центре медальона золотой образ Святого Михаила Архангела. В центре оборотной стороны креста круглый медальон синей эмали, на котором золотом в 4 строки: вензель царя Михаила Фёдоровича — «М», год его восшествия на престол — «1613», вензель Великого князя Владимира Кирилловича — «В», год учреждения ордена — «1988». Знак через кольцо подвешивается к орденской ленте.
Звезда ордена — серебряная восьмиконечная. В центре звезды круглый медальон, в центре которого изображение орденского креста, окружённого девизом «Милость и Истина».
Лента ордена — шёлковая муаровая из трёх полос равной ширины: чёрной, жёлтой и белой («Романовская»).

## Правила ношения
До 2012 года знак ордена Святого Михаила Архангела носился: кавалерами — на узкой ленте на шее, дамами — на ленте в форме плоского банта на левой стороне груди.
С 2012 года орден носится:
1-я степень
Кавалеры и дамы Большого креста — крест большого размера на широкой ленте через правое плечо и звезда на левой стороне груди.
2-я степень
Кавалеры-командоры — крест среднего размера на узкой ленте на шее.
Дамы-командоры — крест среднего размера на узкой ленте в форме двойного плоского банта на левой стороне груди.
3-я степень
Кавалеры — крест малого размера на орденской колодке с лентой на левой стороне груди.
Дамы — крест малого размера на узкой ленте в форме одинарного плоского банта на левой стороне груди.

## Ассоциация ордена
Тем же указом от 21 ноября 2012 года была учреждена Международная Ассоциация Ордена Святого Михаила Архангела, состоящая из всех кавалеров и кавалерственных дам ордена, а также лиц, ещё не удостоенных ордена, «но желающих поддержать благотворительные, милосердные, культурные и просветительские начинания Российского Императорского Дома в сотрудничестве с действительными членами Ордена». Для последних установлены два ранга: член Ассоциации (при вступлении) и офицер Ассоциации (не менее трёх лет активной работы), а также особые знаки отличия.
Знак отличия для членов Ассоциации —  темно-бронзовая медаль на орденской ленте. На лицевой стороне медали изображён крест ордена, а на оборотной — вензель Марии Владимировны, девиз «Милость и Истина» и номер медали. При повышении ранга до офицера на ленту медали крепится бронзовая пальмовая ветвь. Офицеры Ассоциации, по ходатайству Совета Ассоциации, могут быть удостаиваемы 3-й степени ордена Святого Михаила Архангела.
Приём в Международную Ассоциацию Императорского Ордена Святого Михаила Архангела возможен по письменной рекомендации двух кавалеров или кавалерственных дам ордена. Члены Международной Ассоциации имеют право формировать в своих странах национальные Ассоциации.
Целью Ассоциации является организация благотворительных и культурных мероприятий. Собранные при этом средства, в объёме не менее 80 %, должны направляться «на нужды благотворительности, милосердия и на поддержку духовности и культуры».